# Surface Hub
Surface Hub是一個微軟產品，Microsoft Surface家族的一部分。微軟在Windows 10發佈時，一併公佈於2015年1月21日。

## 設計

### 屏幕
Surface Hub採用了長寬比16:9的84吋及55吋螢幕，可使用Surface Hub Pens或手指觸控操作畫面。

### 功能
主要功能是為企業自2015年7月1日起進行訂購業務。但是，航運輔助功能從9月1日推遲， 直到2016年第一季度才可使用。

### 規格
Surface Hub 可使用配件裝設在牆壁或滾輪架。
按大小配有兩套規格，84英寸裝置(120赫茲)的高配版和55英寸(140赫茲)的低配版。皆配有多點觸摸和多重書寫功能，並可使用Windows 10操作。 它的用途主要是針對企業使用協作和視訊會議。